# Економіка Сьєрра-Леоне
Сьєрра-Леоне — аграрна країна з розвиненою гірничодобувною промисловістю. Сільське господарство та гірничодобувна промисловість забезпечують основну масу населення роботою. Основні галузі промисловості: гірнича (алмази, боксити, рутил), нафтопереробна, деревообробна. Транспорт головним чином автомобільний та морський. Головний порт — Фрітаун.

## Історія
За даними [2001 Index of Economic Freedom, The Heritage Foundation]: ВВП — $ 0,73 млрд. Темп зростання ВВП — 0,7 %. ВВП на душу населення — $150. Прямі закордонні інвестиції — $ 9,6 млн. Імпорт (споживчі товари, машини і обладнання, продовольство, паливо.) — $ 119,2 млн. (г.ч. Велика Британія — 24,4 %; Кот Д'Івуар — 13,6 %; Бенілюкс — 9,5 %; США — 7,7 % — все на 1997). Експорт (титанова руда, алмази, боксити, какао, кава, горіхи кілка, піассава (рослинне волокно)) — $ 59,6 млн. (г.ч. країни Бенілюксу — 48,9 %; Іспанія — 10,2 %; США — 7,9 % — все на 1997).
| Рік  | ВВП       |
| ---- | --------- |
| 1965 | 246       |
| 1970 | 355       |
| 1975 | 572       |
| 1980 | 1,155     |
| 1985 | 4,365     |
| 1990 | 98,386    |
| 1995 | 657,604   |
| 2000 | 1,330,429 |

Головні зовнішньоторговельні партнери Сьєрра-Леоне — країни ЄС, Економічної співдружності держав Західної Африки і США. Сьєрра-Леоне вже багато років перебуває в залежності від таких фінансових джерел, як країни ЄС, Програма розвитку ООН, Японія і США.
Частка у ВВП сільського господарства у 1990-і роки — 35 %, гірничодобувної промисловості — 10 %, обробної — 9 %. Динаміка ВВП (млн дол. США): 1998—647; 1999—669; 2000—730. Виробництво електроенергії — 224 млн кВт·год (1991).

## Сільське господарство
Сільське господарство — основа економіки Сьєрра-Леоне. У мирний час бл. 80 % населення займаються натуральним сільським господарством. Основна продовольча культура — рис — вирощується на заході країни, маніок — переважно на південному заході, просо — на півночі. Крім того, вирощуються сорго, таро, кукурудза, бобові культури, банани, апельсини, манго, кокоси, цукрова тростина, а також овочі, перець, томати. Частина врожаю надходить на внутрішній товарний ринок, решту споживають самі виробники. Розвивається також товарне сільське господарство, орієнтоване на зовнішній ринок. На експорт виробляється пальмова олія та інші продукти кокосової пальми, какао, кава, арахіс та імбир. Тваринництво відіграє другорядну роль.

## Промисловість
Промисловість становить близько сьомої частини ВНП і повністю орієнтована на видобуток мінеральних ресурсів. Традиційно С'єрра-Леоне вважається одним із провідних світових виробників ювелірних і промислових алмазів. Експорт алмазів, бокситів і рутилу становить більшу частину валютних надходжень країни. Алмазна промисловість з 1970 року перебуває в стадії поступового занепаду, чому значною мірою сприяють воєнні дії, контрабанда, зростання цін на пальне, високі податки. Обробна промисловість розвинута слабко. Найбільша частина підприємств зосереджена в районі Фрітауна і пов'язана переважно з виробництвом пива, цигарок, прохолодних напоїв і барвників. Є також підприємства з обмолоту рису, виробництва цукру, пальмової олії, тютюну, текстильних виробів, меблів і консервів. Паливні електростанції виробляють всю електроенергію в країні.